# Chen Xiao
Chen Xiao (chino tradicional: 陳曉, chino simplificado: 陈晓, pinyin: Chén Xiǎo), es un actor y cantante chino, conocido por haber interpretado a Lin Pingzhi en la serie Swordsman, a Gao Zhanen Legend of Lu Zhen, a Yang Guo en The Romance of the Condor Heroes y a Shen Xinyi en la serie Nothing Gold Can Stay.

## Biografía
En el 2009 se graduó de la Academia Central de Arte Dramático (en inglés: "Central Academy of Drama").
En el 2013 comenzó a salir con la actriz Zhao Liying, sin embargo la relación finalizó.
En el 2015 comenzó a salir con la actriz taiwanesa Michelle Chen, a quien conoció mientras filmaban la serie "The Romance of the Condor Heroes", la pareja se comprometió en el 2016 y se casaron el 5 de julio del mismo año. El 20 de diciembre del mismo año le dieron la bienvenida a su primer hijo, Chen Muchen (陈睦辰).

## Carrera
Es miembro de la agencia "Cathay Media".
Ha aparecido en sesiones fotográficas para "Grazia", "Marie Claire China", "VOGUE China", "Chic Magazine China" entre otros...
En 2012 se unió al elenco recurrente de la serie Palace II donde dio vida a Yunxi, el 19no. Príncipe.
El 5 de mayo de 2013 obtuvo su primer papel importante en la televisión cuando se unió al elenco principal de la serie Legend of Lu Zhen donde interpretó a Gao Zhan, el Emperador Wucheng del Norte de Qi, hasta el final de la serie.
El 13 de agosto del mismo año se unió al elenco principal de la película romántica The Palace donde dio vida a Yinxiang, quien más tarde se convierte en el Príncipe Yu. El actor Fangyao Ziyi interpretó al príncipe de joven.
El 11 de mayo del mismo año apareció por primera vez como invitado en el programa Happy Camp durante el episodio "Tit For Tat" donde participó junto a Lee Joon-gi, Chen Xiang, Zhao Liying, Tang Yixing y Li Feifei. Poco después el 17 de agosto del mismo año apareció durante el episodio "Palace II" junto a Zhou Dongyu, Zhao Liying, Peer Zhu y Bao Beier. En el 2015 apareció por tercera vez ahora junto Michelle Chen y el 1 de abril de 2017 por cuarta vez con Ariel Lin, Sha Yi, Hu Ke, Bao Bei'er y Bao Wenjing.
En 2014 se unió a la película The Taking of Tiger Mountain donde dio vida a Gao Bo, un oficial de la policía con carácter.
El 3 de diciembre del mismo año se unió al elenco principal de la serie The Romance of the Condor Heroes donde interpretó a Yang Guo y a su padre Yang Kang, hasta el final de la serie el 11 de marzo de 2015.
En el 2015 se unió al elenco de la serie Love Yunge from the Desert donde dio vida a Liu Xun, el Emperador Xuan de la Dinastía Han.
El 17 de febrero de 2016 se unió al elenco principal de la serie The Three Heroes and Five Gallants donde interpretó a Bai Yutang, un caballero andante de la dinastía Song.
El 28 de julio de 2017 se unió al elenco de la película The Founding of an Army donde dio vida a Ren Bishi, un líder militar y político en el antiguo Partido Comunista de China.
El 30 de agosto del mismo año se unió al elenco principal de la serie Nothing Gold Can Stay donde interpretó a Shen Xingyi, un joven maestro despreocupado que nunca ha conocido dificultades en la vida, hasta que conoce a Zhou Ying (Sun Li), hasta el final de la serie ese mismo año.
El 11 de febrero del 2019 se unió al elenco principal de la serie Queen Dugu (también conocida como "The Unique China Queen") donde interpretó a Yang Jian, el Emperador fundador de la Dinastía Sui y el esposo de la Emperatriz Dugu Qieluo (Joe Chen), hasta el final de la serie el 18 de marzo del mismo año.
El 20 de abril del mismo año se unió al elenco principal de la serie A Journey of Meeting Love (también conocida como "Love Journey") donde dio vida a Jin Xiaotian, un oficial de la policía, hasta el final de la serie el 17 de mayo del mismo año.
El 26 de agosto del mismo año se unió al elenco principal de la serie The King of Land Battle (陆战之王) donde interpretó al soldado Zhang Nengliang, hasta el final de la serie el 22 de septiembre del mismo año.
En el 2020 se unirá al elenco principal de la serie Simmer Down donde dará vida al presentador Yang Guang.

## Filmografía

### Series de televisión
| Año             | Título                                      | Personaje                         | Notas                |
| --------------- | ------------------------------------------- | --------------------------------- | -------------------- |
| 2023 - presente | Incomparable Beauty                         | Xu Yao                            |                      |
| 2023 - presente | Thirteen years of dust                      | Lu Xingzhi                        |                      |
| 2023 - presente | The Ingenios one                            | Yun Xiang                         |                      |
| 2022 - presente | Refinement of Faith                         | Qu Qiubai                         |                      |
| 2022 - presente | Miss Matches and Mr Delicious               | Chen Moyu                         |                      |
| 2022 - presente | A Dream of Splendor (Meng Hua Lu)           | Gu Qianfan                        | [ 13 ]               |
| 2022 - presente | Being a Hero                                | Wu Zhenfeng                       |                      |
| 2022 - presente | Twilight of the Empire                      | Yi Xin, Príncipe Gong             |                      |
| 2022 - presente | Incomparable Beauty                         | Xu Yao                            |                      |
| 2022 - presente | Who Listens in Time                         | Jin Xiangdong                     |                      |
| 2022 - presente | The People's Property                       | Qin Xiaochong                     |                      |
| 2022 - presente | Simmer Down                                 | Yang Guang                        |                      |
| 2021            | Faith Makes Great                           | He Jingping                       | historia: "Yue Yu"   |
| 2021            | Shuke and Peach Blossom                     | Shu Ke                            | 40 episodios         |
| 2020            | Healer of Children                          | Dr. Deng Ziang                    | 44 episodios         |
| 2019            | The King of Land Battle                     | Zhang Nengliang                   | 50 episodios         |
| 2019            | A Thousand Goodnights                       | Jiang Shi                         |                      |
| 2019            | A Journey of Meeting Love                   | Jin Xiaotian                      | 52 episodios         |
| 2019            | Queen Dugu                                  | Yang Jian                         | 50 episodios         |
| 2017            | Wild Rose                                   | Xiao Junhao                       |                      |
| 2017            | Nothing Gold Can Stay                       | Shen Xingyi                       | 74 episodios         |
| 2017            | Above the Clouds                            | Tang Fei                          |                      |
| 2017            | The Qin Empire III                          | Mi Yan                            |                      |
| 2017            | Love & Life & Lie                           | Li Yaonan                         | 41 episodios         |
| 2016            | The Three Heroes and Five Gallants          | Bai Yutang                        | 44 episodios         |
| 2015            | Love Yunge from the Desert                  | Liu Xun                           |                      |
| 2014 - 2015     | The Romance of the Condor Heroes            | Yang Guo / Yang Kang              | 52 episodios         |
| 2014            | Palace 3: The Lost Daughter                 | Saman                             | (aparición especial) |
| 2013            | East Mountain School                        | Xiao Yang                         |                      |
| 2013            | Longmen Express                             | Miao Xingren                      | (aparición especial) |
| 2013            | Legend of Lu Zhen                           | Gao Zhan                          | 59 episodios         |
| 2013            | Swordsman                                   | Lin Pingzhi / Duyuan (Lin Yuantu) |                      |
| 2012            | The Qin Empire II: Alliance                 | Mi Yan                            |                      |
| 2012            | The Bounty Hunter                           | Bai Shaoqun                       |                      |
| 2012            | Beauties of the Emperor                     | Luo Feng                          |                      |
| 2012            | Palace II                                   | Príncipe Yunxi                    |                      |
| 2011            | Hidden Intention                            | Zhang Daiwei                      | (aparición especial) |
| 2011            | Confucius                                   | Song Chao                         |                      |
| 2010            | Spell of the Fragrance                      | He Kun                            |                      |
| 2010            | Happy Mother-in-Law, Pretty Daughter-in-Law | Guo Xiaotian                      |                      |
| 1997            | Our Class Song                              | Sun Dong                          |                      |

### Películas
| Año  | Título                                             | Personaje         | Notas                                                                                     |
| ---- | -------------------------------------------------- | ----------------- | ----------------------------------------------------------------------------------------- |
| 2020 | Beautiful Guy                                      | -                 |                                                                                           |
| 2019 | Lost in Love                                       | Lu Song           | junto a Du Juan, Guan Xiaotong, Ma Su, Wang Jia Jia y Jevon Wang                          |
| 2017 | The Founding of an Army                            | Ren Bishi         | junto a Liu Ye, Zhu Yawen, Oho Ou, Liu Haoran, Ma Tianyu, Lay, Li Yifeng y Li Xian        |
| 2017 | The Mysterious Family                              | Shu Shu           | junto a Ariel Lin, Jiang Wu, Kara Hui y Lan Cheng-lung                                    |
| 2016 | Who Sleeps My Bro                                  | Lin Xiangyu       | junto a Qin Lan, Calvin Tu, Liu Ruilin, Li Xian y Yu Xintian                              |
| 2016 | Morning, Paris!                                    | -                 | junto a Michelle Chen                                                                     |
| 2015 | Bride Wars                                         | Kai Wen           | junto a Ni Ni, Angelababy, Zhu Yawen, He Jiong, Huang Xiaoming y Jing Boran               |
| 2014 | The Taking of Tiger Mountain                       | Gao Bo            | junto a Zhang Hanyu, Tony Leung Ka-fai, Lin Gengxin, Yu Nan, Tong Liya y Han Geng         |
| 2013 | The Palace                                         | Príncipe Yinxiang | junto a Zhou Dongyu, Zhao Liying, Lu Yi, Zhu Zixiao, Winston Chao, Vivian Wu y Bao Bei'er |
| 2010 | Detective Dee and the Mystery of the Phantom Flame | Lu Li             | (aparición especial)                                                                      |

### Programas de variedades
| Año               | Programa                     | Notas                  |
| ----------------- | ---------------------------- | ---------------------- |
| 2013, 2015 - 2017 | Happy Camp                   | 7 episodios - invitado |
| 2017              | National Treasure (国家宝藏) | (ep. #5) - invitado    |
| 2015              | Go Fridge                    | 2 episodios - invitado |

### Eventos
| Año  | Título                                                                  | Notas |
| ---- | ----------------------------------------------------------------------- | ----- |
| 2020 | China Federation of Literary and Art Circles’ 2020 Spring Festival Gala |       |

## Embajador
| Año  | Marca            | Notas                                        |
| ---- | ---------------- | -------------------------------------------- |
| 2019 | Gillette         | (portavoz de la marca)                       |
| 2019 | Girard-Perregaux | (portavoz de la marca en la región de China) |

## Discografía

### Singles
| Año  | Canción                            | Álbum                                      | Notas                 |
| ---- | ---------------------------------- | ------------------------------------------ | --------------------- |
| 2017 | "Love Like First Sight" (愛如初見) | Canción del juego móvil "Shen Diao Xia Lü" | junto a Michelle Chen |
| 2014 | "Sixteen Years" (十六年)           | OST de "The Romance of the Condor Heroes"  | junto a Liu Xin       |
| 2014 | "You and Me" (你我)                | OST de "The Romance of the Condor Heroes"  | junto a Michelle Chen |
| 2013 | "Sheng Wang" (聖王)                | Canción Promocional para "Sheng Wang"      |                       |
| 2012 | "Mood" (心情)                      | OST de "Legend of Lu Zhen"                 | junto a Zhao Liying   |

## Premios y nominaciones
| Año  | Categoría                   | Premio                             | Trabajo                            | Resultado |
| ---- | --------------------------- | ---------------------------------- | ---------------------------------- | --------- |
| 2017 | Outstanding Mainland Artist | 14th Esquire Man At His Best Award | -                                  | Ganó      |
| 2017 | Best Actor (Ancient Drama)  | 22nd Huading Award                 | The Three Heroes and Five Gallants | Nominado  |
| 2016 | Best Supporting Actor       | 33rd Hundred Flowers Award         | The Taking of Tiger Mountain       | Nominado  |
| 2013 | Most Appealing Young Actor  | 5th China TV Drama Award           | -                                  | Ganó      |